# العلاقات السويسرية الصربية
العلاقات السويسرية الصربية هي العلاقات الثنائية التي تجمع بين سويسرا وصربيا.

## مقارنة بين البلدين
هذه مقارنة عامة ومرجعية للدولتين:
| وجه المقارنة                                              | سويسرا                                                                                      | صربيا                                                      |
| --------------------------------------------------------- | ------------------------------------------------------------------------------------------- | ---------------------------------------------------------- |
| المساحة (كم2)                                             | 41.28 ألف                                                                                   | 88.36 ألف                                                  |
| عدد السكان (نسمة)                                         | 8.21 مليون                                                                                  | 7.02 مليون                                                 |
| الكثافة السكانية (ن./كم²)                                 | 198.89                                                                                      | 79.45                                                      |
| العاصمة                                                   | برن                                                                                         | بلغراد                                                     |
| اللغة الرسمية                                             | اللغة الألمانية، اللغة الإيطالية، لغة فرنسية، اللغة الرومانشية، الألمانية السويسرية الموحدة | اللغة الصربية                                              |
| العملة                                                    | فرنك سويسري                                                                                 | دينار صربي                                                 |
| الناتج المحلي الإجمالي (بليون دولار)                      | 678.89 مليار                                                                                | 41.43 مليار                                                |
| الناتج المحلي الإجمالي (تعادل القوة الشرائية) بليون دولار | 518.07 مليار                                                                                | 100.13 مليار                                               |
| الناتج المحلي الإجمالي الاسمي للفرد دولار أمريكي          | 80.94 ألف                                                                                   | 5.24 ألف                                                   |
| الناتج المحلي الإجمالي للفرد دولار أمريكي                 | 59.54 ألف                                                                                   | 13.59 ألف                                                  |
| مؤشر التنمية البشرية                                      | 0.930                                                                                       | 0.771                                                      |
| رمز المكالمات الدولي                                      | +41                                                                                         | +381                                                       |
| رمز الإنترنت                                              | .ch، .swiss ‏                                                                                | .rs، .срб ‏                                                 |
| المنطقة الزمنية                                           | توقيت وسط أوروبا، ت ع م+01:00، ت ع م+02:00، أوروبا/زيورخ ‏                                   | توقيت وسط أوروبا، ت ع م+01:00، ت ع م+02:00، أوروبا/بلغراد ‏ |

## مدن متوأمة
في ما يلي قائمة باتفاقيات التوأمة بين مدن سويسرية وصربية:
- ترتبط كوينز مع بريبولييه [الإنجليزية]‏ باتفاقية توأمة.
- ترتبط يافردون ليه باين مع Prokuplje [الإنجليزية]‏ باتفاقية توأمة.

## منظمات دولية مشتركة
يشترك البلدان في عضوية مجموعة من المنظمات الدولية، منها:
| علم المنظمة | اسم المنظمة                               | تاريخ انضمام سويسرا | تاريخ انضمام صربيا |
| ----------- | ----------------------------------------- | ------------------- | ------------------ |
|             | مؤسسة التمويل الدولية                     | 29 مايو 1992        | 25 فبراير 1993     |
|             | يونسكو                                    | 28 يناير 1949       | 20 ديسمبر 2000     |
|             | مجموعة الموردين النوويين                  | ?                   | ?                  |
|             | مؤسسة التنمية الدولية                     | 29 مايو 1992        | 25 فبراير 1993     |
|             | المركز الدولي لتسوية المنازعات الاستشارية | 14 يونيو 1968       | 8 يونيو 2007       |
|             | وكالة ضمان الاستثمار متعدد الأطراف        | 12 أبريل 1988       | 19 مارس 1993       |
|             | منظمة حظر الأسلحة الكيميائية              | ?                   | ?                  |
|             | الاتحاد الدولي للاتصالات                  | 1866                | 1 يونيو 2001       |
|             | الأمم المتحدة                             | 10 سبتمبر 2002      | 1 نوفمبر 2000      |
|             | منظمة الشرطة الجنائية الدولية             | ?                   | ?                  |
|             | البنك الدولي للإنشاء والتعمير             | 29 مايو 1992        | 25 فبراير 1993     |
|             | منظمة الأمن والتعاون في أوروبا            | 25 يونيو 1973       | 3 يونيو 2006       |
|             | الاتحاد البريدي العالمي                   | ?                   | ?                  |
|             | الفريق المعني برصد الأرض                  | ?                   | ?                  |
|             | المنظمة الأوروبية لسلامة الملاحة الجوية   | 1992                | 2005               |
|             | مجلس أوروبا                               | ?                   | 3 أبريل 2003       |

## أعلام
هذه قائمة لبعض الشخصيات التي تربطها علاقات بالبلدين:
- ألكسندر بريوفيتش (لاعب كرة قدم صربي، 21 أبريل 1990[23] – )
- ايغور ديوريتش (لاعب كرة قدم سويسري، 30 أغسطس 1988 – )
- إيغور تاديتش (لاعب كرة قدم سويسري، 4 يوليو 1986[24] – )
- دانييل سوبوتيتش (لاعب كرة قدم سويسري كرواتي، 31 يناير 1989[25] – )
- دوشان بافلوفيتش (لاعب كرة قدم سويسري، 24 سبتمبر 1977[26] – )
- زدرافكو كوزمانوفيتش (لاعب كرة قدم صربي، 22 سبتمبر 1987[27] – )
- زينيا كنول (لاعبة كرة مضرب سويسرية، 2 سبتمبر 1992 – )
- صاوه بينتو (لاعب كرة قدم برتغالي، 2 يناير 1991[28] – )
- فيكتوريا غولوبيتش (لاعبة كرة مضرب سويسرية، 16 أكتوبر 1992 – )
- فيليب سينديروس (لاعب كرة قدم سويسري، 14 فبراير 1985[29] – )
- ماركو ملادجان (لاعب كرة سلة سويسري، 26 مارس 1993 – )
- هانز ألبرت أينشتاين (14 مايو 1904[30] – 26 يوليو 1973[30])

## وصلات خارجية
- موقع وزارة الخارجية السويسرية
- موقع وزارة الخارجية الصربية